# Pere Joan de Masdovelles
Pere Joan de Masdovelles (segle XV) fou un poeta català, pertanyent a una família de la petita noblesa del Penedès que donà també altres dos poetes cèlebres: el seu oncle Guillem (mort cap al 1440) i el seu germà Joan Berenguer (ca. 1417 - ca. 1479). Se saben poques dades de la seua vida: que es casà amb Isabel, filla de Pere Lluís de Vilafranca, amb la qual tingué una filla també anomenada Isabel; que d'ençà del 1439 posseïa un feu anomenat «Lavanta dels Masdovelles» a l'Arboç i Castellet, i que va acompanyar Alfons el Magnànim a Nàpols. Les sis poesies d'ell que s'han conservat (dues esparses, una resposta a una demanda feta pel seu germà, i tres poemes de cinc cobles i tornada, en el primer dels quals descriu l'ideal de dona honrada, i els altres dos són maldits contra una dama deshonesta) eren accessibles només en els manuscrits, excepte unes poques mostres copiades per Torres Amat i per Martí de Riquer, fins que foren estudiades i publicades en edició crítica per Robert Archer el 1994.